# Völklingens järnverk
Völklingens järnverk (tyska: Völklinger Hütte) var ett järnverk i den tyska staden Völklingen. Järnverket drevs fram till 1986 av aktiebolaget Saarstahl AG. År 1994 upptogs alla anläggningar som världens första industriminne till Unescos världsarvslista. Det kännetecknande för järnverket är att alla delprocesser i järnframställningen är samlade på ett och samma ställe. Världsarvet besöks årligen av mer än 200 000 personer.
1873 byggde ingenjören Julius Buch ett stålverk vid floden Saar men redan efter 6 år tvingades han stänga anläggningarna på grund av de höga tullarna för råjärn.
1881 provade Carl Röchling på nytt och två år senare startade den första masugnen. Redan 1890 var "Röchling’schen Eisen- und Stahlwerke" den största tillverkaren av järnbalkar i Tyskland. Från 1897 framställdes koks direkt bredvid järnverket.
Cirka 1952 hade järnverket, som då var under fransk förvaltning, de största framgångarna på grund av byggboomen under efterkrigstiden. Först vid Saarlands anslutning till Tyskland 1956 fick de gamla innehavarna familjen Röchling verket tillbaka. 1965 hade verket omkring 17 000 anställda i produktion och förvaltning. Den världsomfattande stålkrisen försämrade även verkets position. Völklingens järnverk fusionerade med flera andra järnbruk till Arbed Saarstahl GmbH som senare blev Saarstahl AG.
Det gamla järnverket stängdes 1986 men anläggningarna renoveras kontinuerligt. Idag förekommer även kulturella evenemang i järnverket, till exempel konserter och utställningar.

## Bildgalleri

Völklingens järnverk - Völklinger Hütte
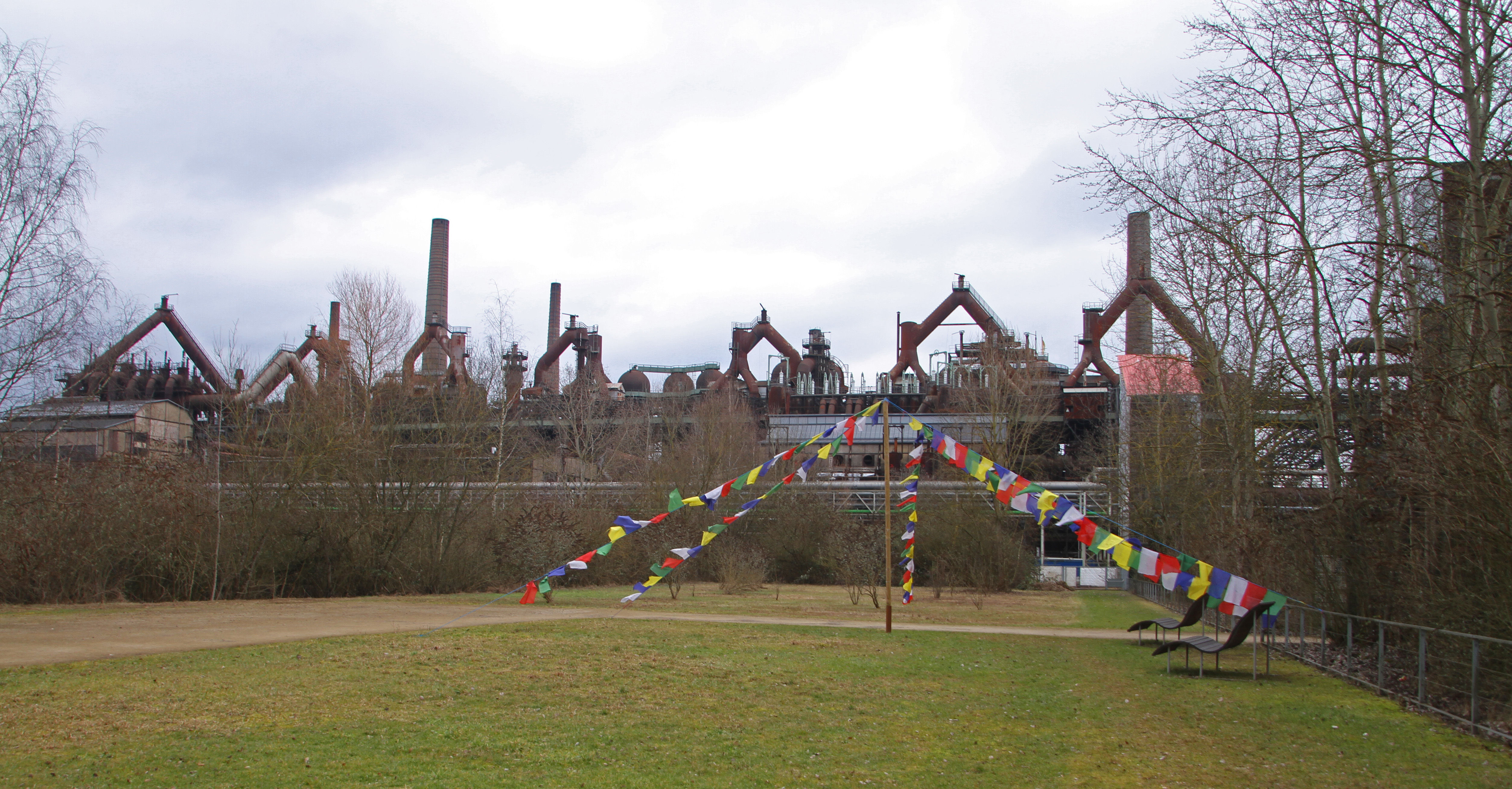
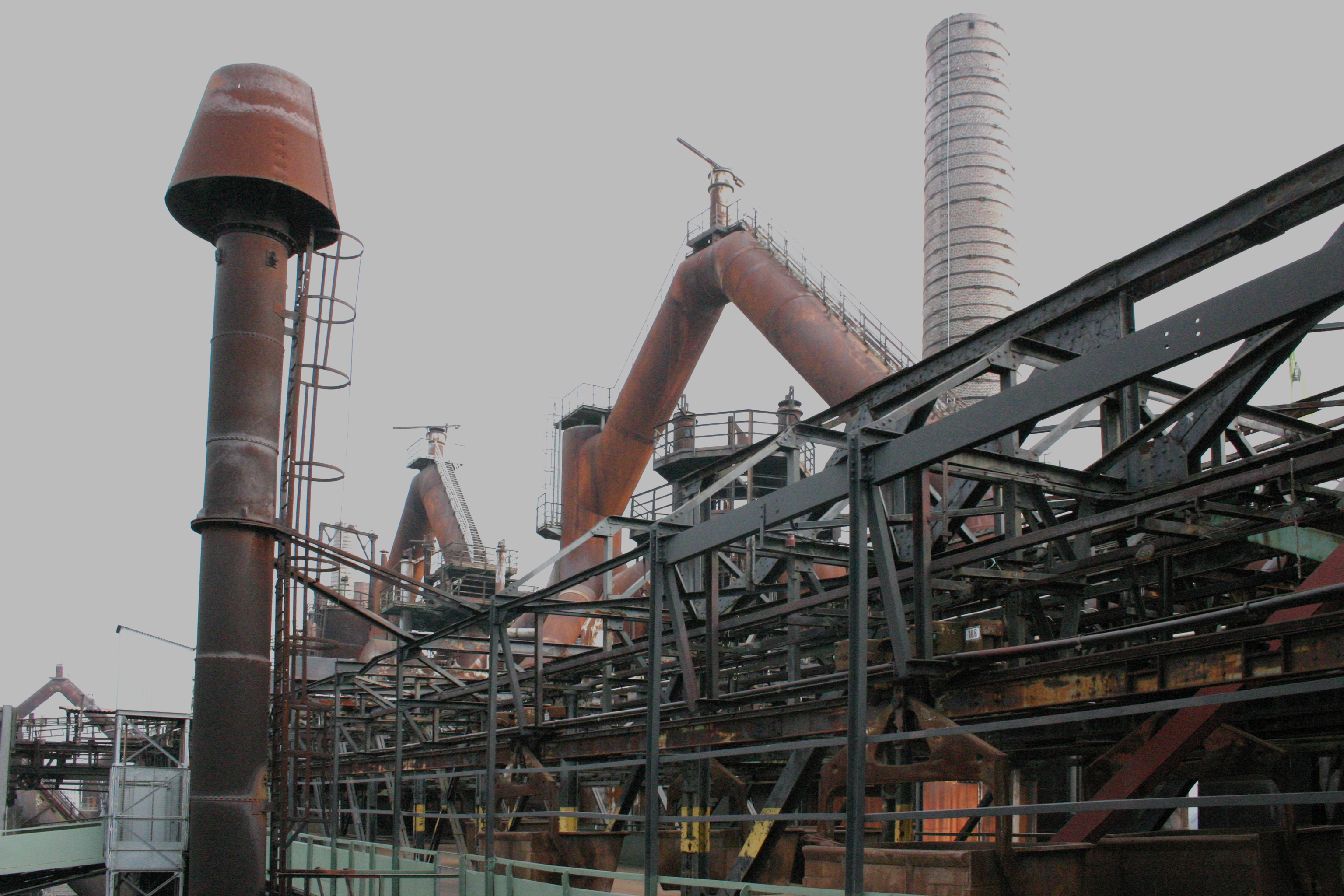
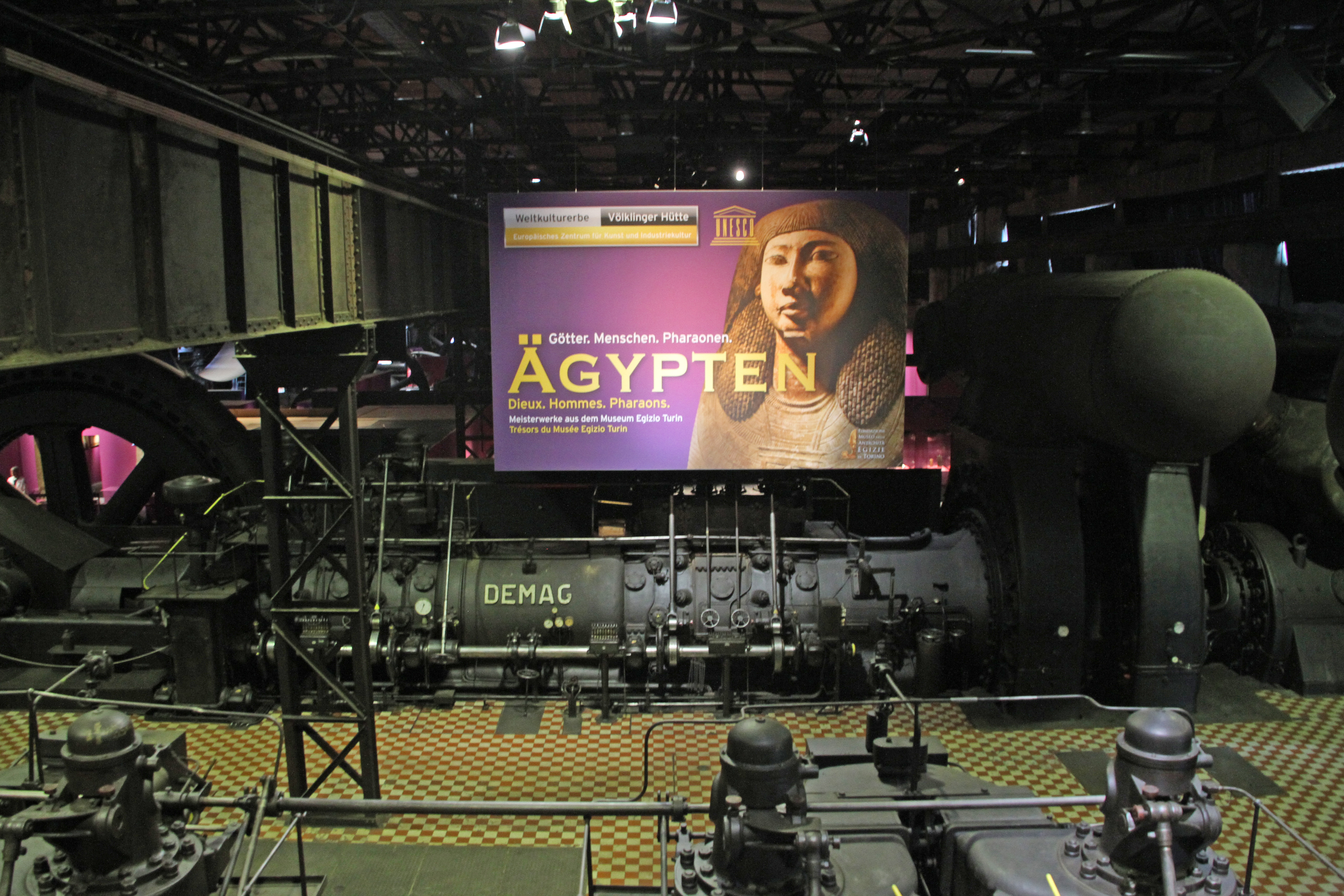
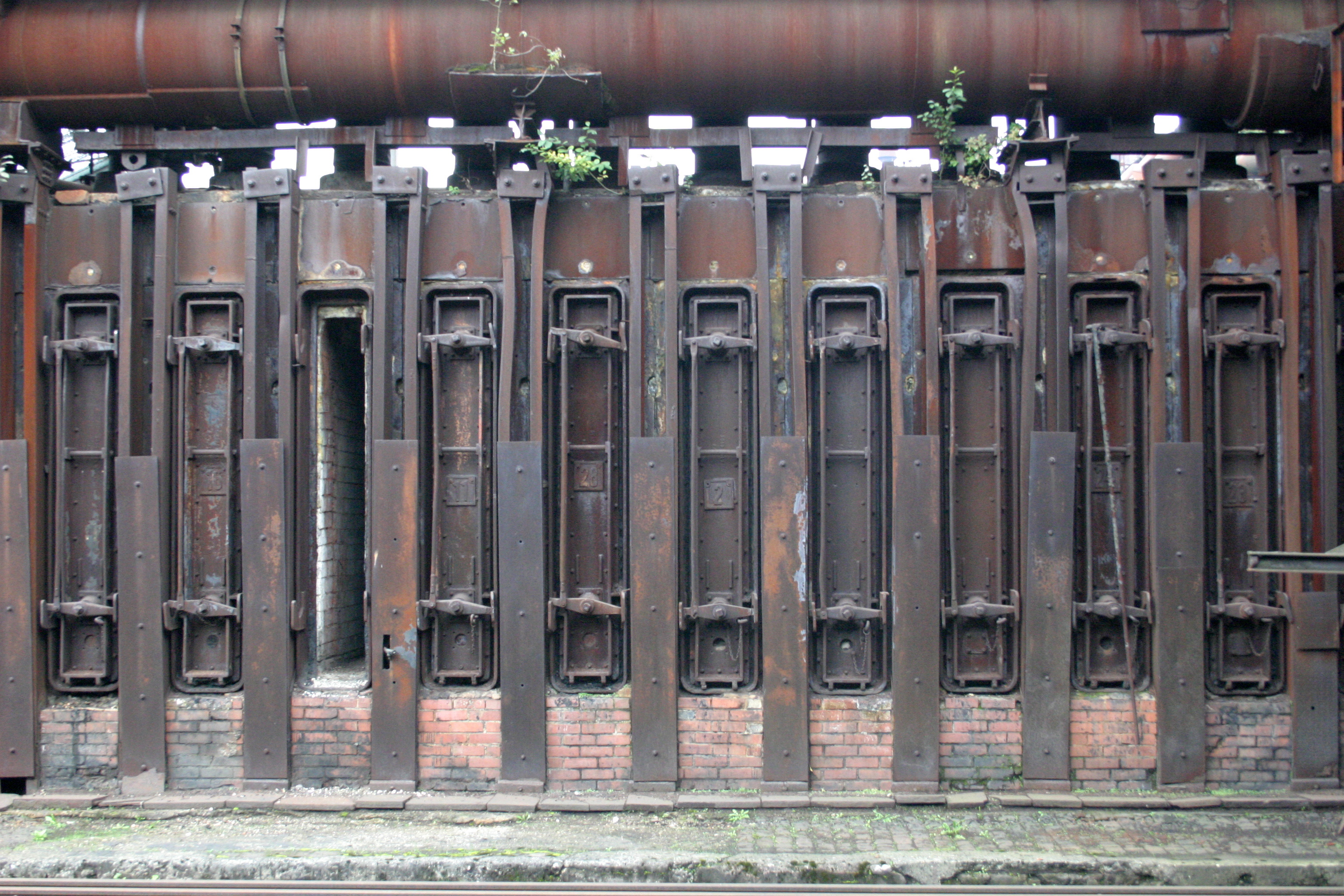
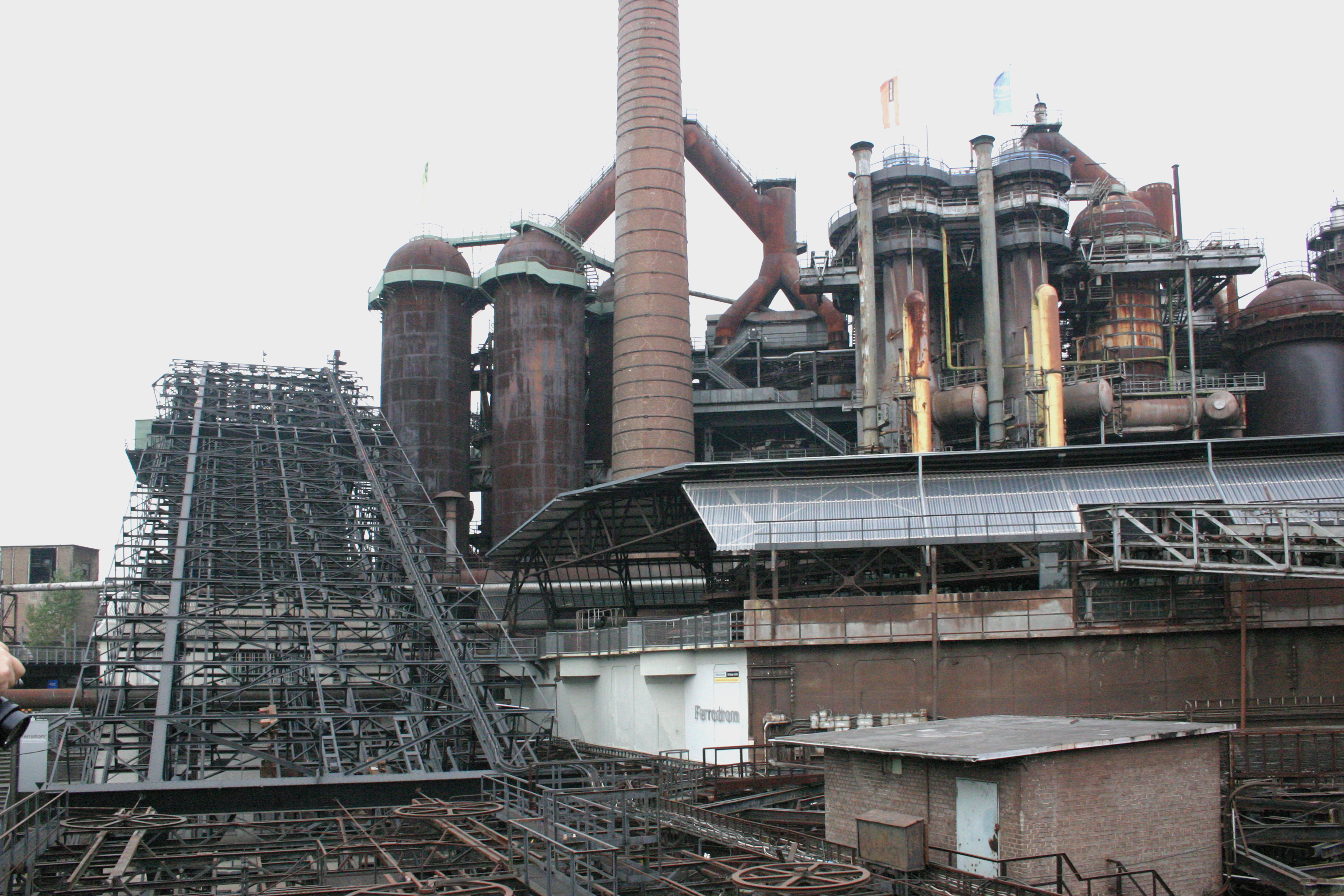
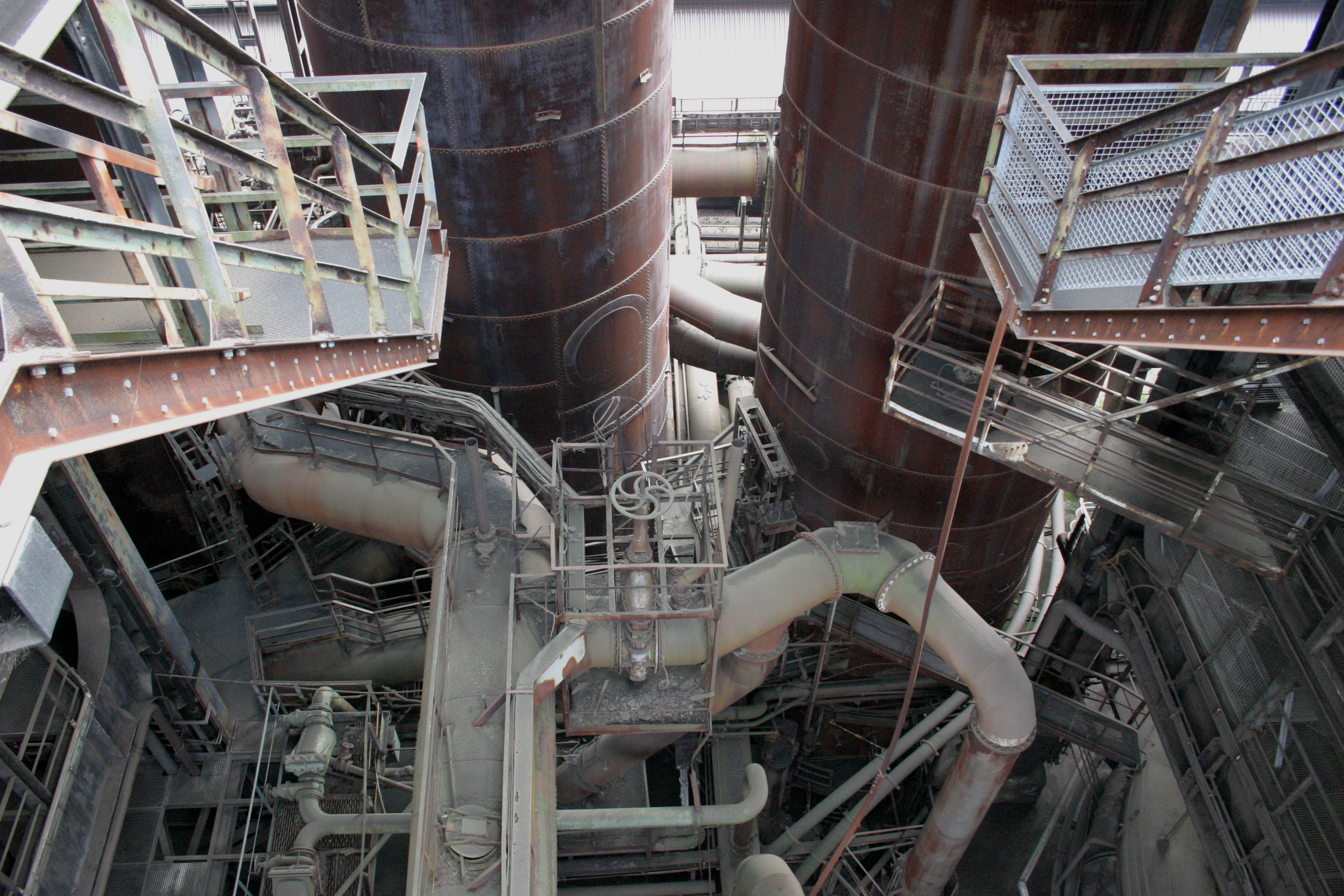
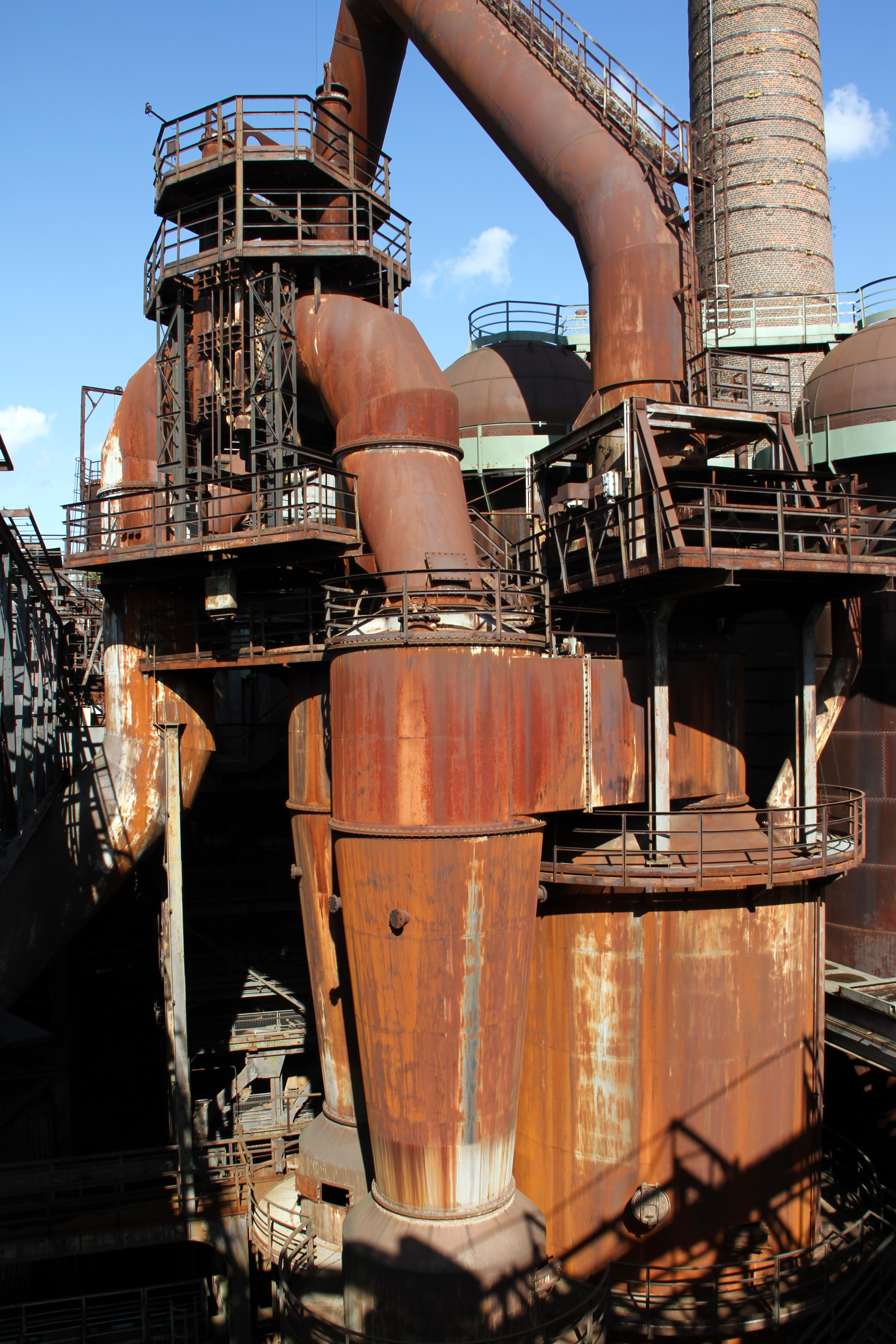
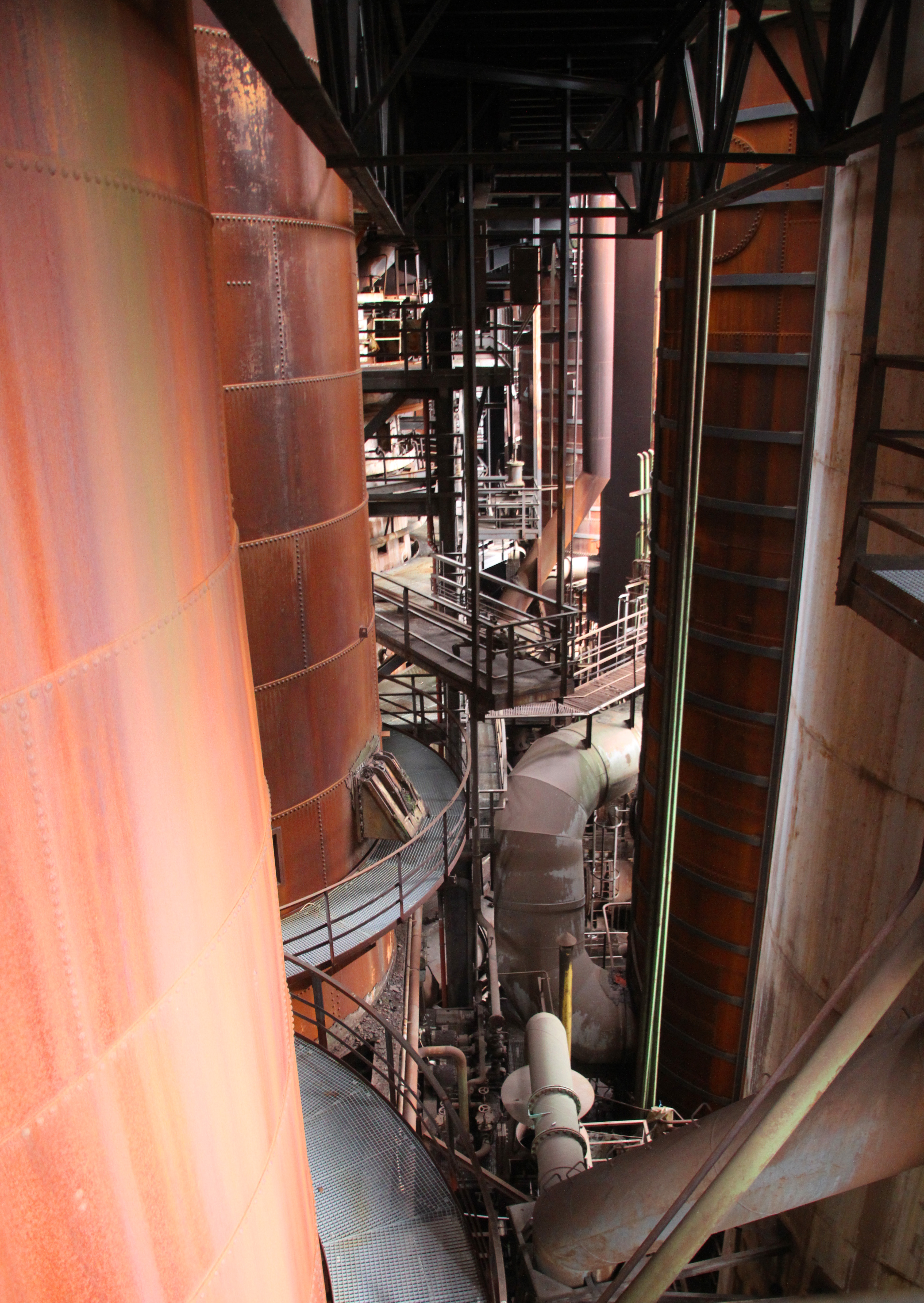
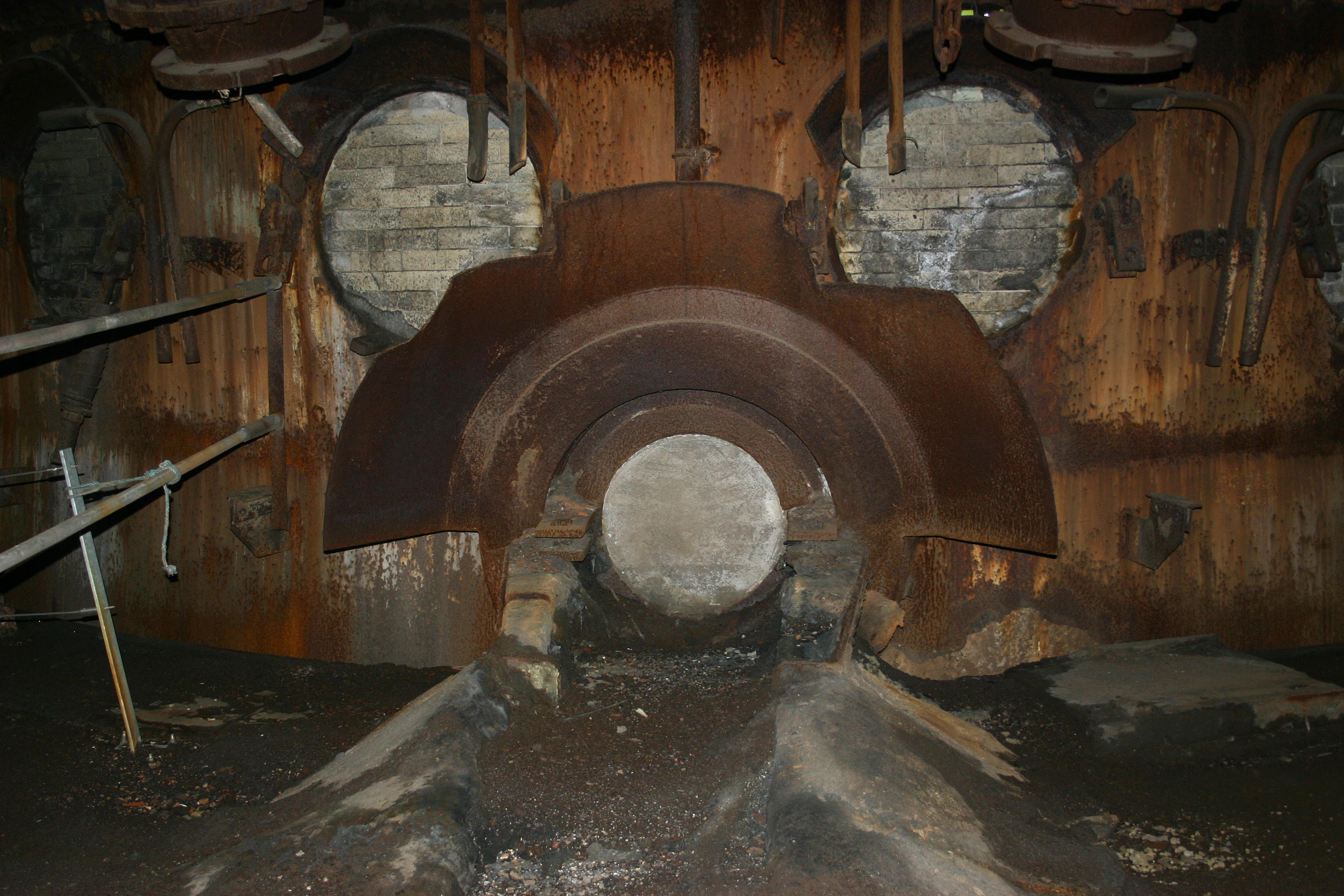
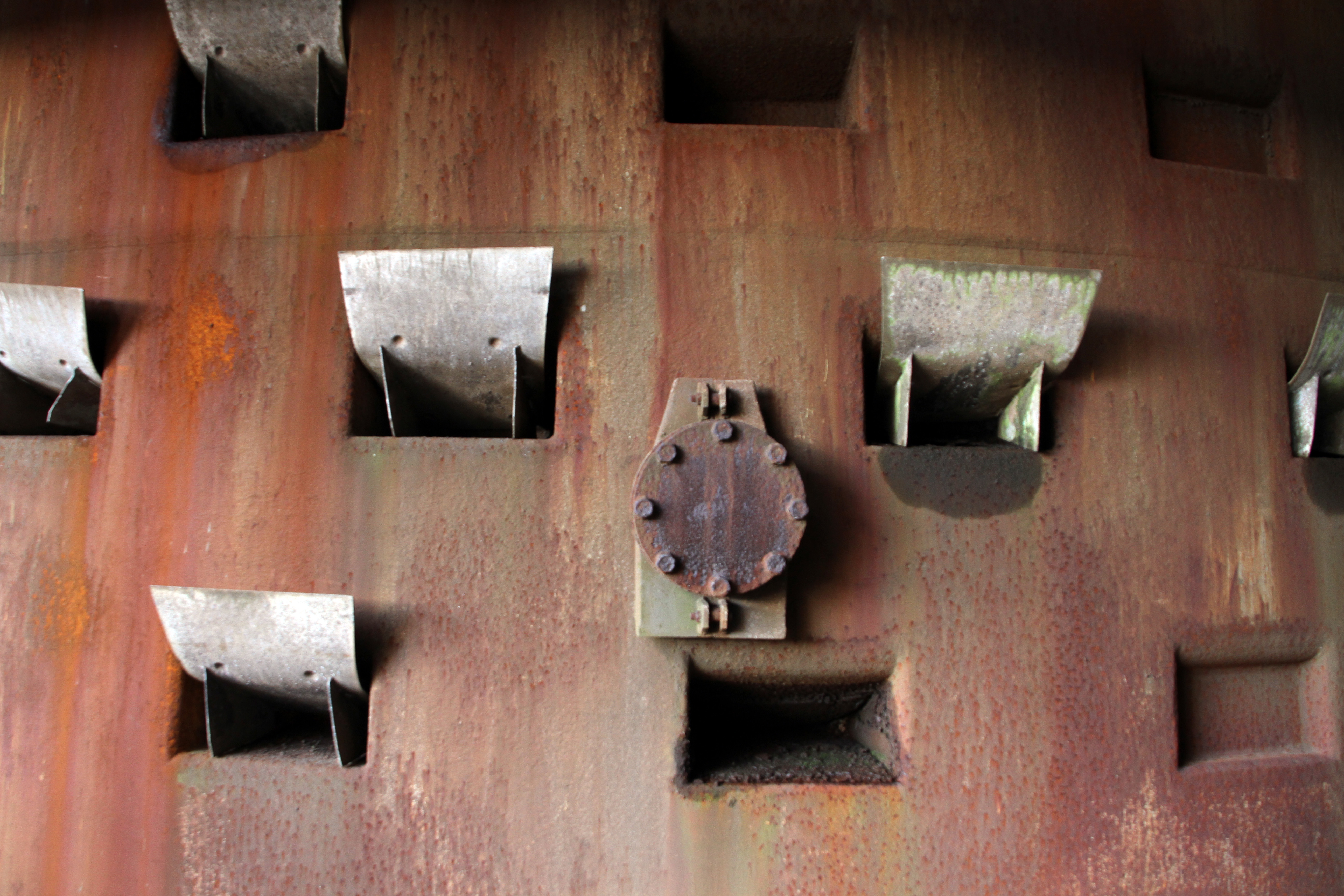